# Isocline
Een isocline is een lijn van plaatsen waarbij de inclinatie i van het aardmagnetisch veld ten opzichte van het vlak van de ware horizon gelijk is. De lijn waar de inclinatie 0° is wordt de acline genoemd, of magnetische evenaar.